# Campo di prigionia di Servigliano
Il campo di prigionia di Servigliano venne realizzato nel 1915 per i prigionieri di guerra austriaci durante la Grande Guerra. In seguito all'entrata in guerra dell'Italia nel secondo conflitto mondiale, il governo fascista lo usò come campo di prigionia militare (gennaio 1941-settembre 1943). Nel dicembre 1943 la Repubblica Sociale Italiana, insieme agli occupanti tedeschi, ne fece poi un campo di concentramento e transito provinciale, per radunarvi civili stranieri, o ebrei perseguitati a causa delle leggi del regime fascista e destinati alla deportazione nei campi di sterminio (ottobre 1943-giugno 1944).
Nel secondo dopoguerra il campo di prigionia fu riconvertito in un campo profughi per gli italiani provenienti dall'Istria, dalla Libia e dall'Etiopia. Cessò di funzionare nel 1955 e negli anni 1970 fu definitivamente smantellato.
Dal 2 marzo 2022, dopo vent'anni di lavoro di raccolta delle testimonianze da parte dell'Associazione Casa della Memoria di Servigliano, e grazie alla proposta del senatore Francesco Verducci approvata in Parlamento, il campo ha acquisito lo status di monumento nazionale.

## Storia

### Campo di prigionia (Prima guerra mondiale, 1915-18)
Nel 1915, durante la prima guerra mondiale, fu costruito alla periferia di Servigliano, lungo la ferrovia che attraversava la valle del Tenna da Porto San Giorgio ad Amandola, un grande Campo prigionieri di guerra. Era costituito da una quarantina di baracche di legno e muratura, circondate da un alto muro di cinta, fuori del quale si trovavano le casette in murature per l'alloggio delle guardie. La struttura poteva contenere quasi 4.000 prigionieri. Nel 1918, finita la guerra e con il rimpatrio dei prigionieri, il campo venne chiuso.
All'inizio del 1919, il campo di Servigliano fu riaperto per accogliere i prigionieri di guerra provenienti dall'Istria, dalla Dalmazia e dal Trentino, i quali, in quanto sudditi dell'Impero asburgico, avevano combattuto nell'esercito austro-ungarico, ma ora era divenuti cittadini italian. L'obiettivo era di « rieducarli » agli ideali nazionali. Nel 1920 i prigionieri poterono tornare nelle loro case, e il campo divenne un deposito militare. Nel 1935 una parte del campo fu smantellata e ceduta al Comune per la costruzione di un campo sportivo.

### Campo di prigionia (Seconda guerra mondiale, 1941-43)
Con lo scoppio della seconda guerra mondiale le baracche ancora esistenti vennero riattivate e dal 5 gennaio 1941 venne aperto come campo di prigionia di guerra, ospitando dapprima circa 2000 greci (dal febbraio al dicembre 1941) e quindi (a partire dal febbraio 1942) circa 2000 tra inglesi e americani.
Il 14 settembre 1943, pochi giorni dopo l'armistizio, i prigionieri fuggirono alla notizia dell'imminente arrivo delle truppe tedesche, approfittando della confusione, attraverso un foro praticato sul muro di cinta e si dispersero nelle campagne circostanti, riversandosi nella vallata del Tenna e ricevendo accoglienza e solidarietà da parte della gente comune, in modo particolare dei contadini, i quali non esitarono ad assistere i prigionieri di guerra nascondendoli e sfamandoli.

### Campo di concentramento provinciale per ebrei (Seconda guerra mondiale, 1943-4)
Tra il 3 e il 5 ottobre il campo fu occupato dalle truppe tedesche. Già il 30 ottobre 1943 il campo fu riattivato dalle autorità fasciste come campo di concentramento per internare ebrei presenti nella zona (il campo di prigionia - occupato da prigionieri di guerra - non aveva visto alcuna presenza ebraica prima dell'8 sett. 1943). Quando, alla fine di novembre, il governo della Repubblica Sociale Italiana promosse l'istituzione di una rete di campi di concentramento provinciali per gli ebrei catturati nei rastrellamenti, il campo di Servigliano fu designato come luogo di detenzione per le province di Ascoli Piceno e Frosinone. Decine di internati furono trasferiti da Servigliano al campo di Fossoli e da lì ai campi di sterminio in Germania. La gestione continuò ad essere affidata a personale di polizia italiano sotto la responsabilità del Ministero dell'Interno della Repubblica Sociale Italiana. Ai circa 60 ebrei internati si aggiunsero nel febbraio 1944 circa 300 maltesi-tripolini.
Nella notte del 24 marzo 1944 un gruppo di partigiani irruppe nel campo per liberare i prigionieri ebrei. La maggior parte di essi tuttavia non evase, nell'incertezza di poter trovare un luogo sicuro di rifugio fuori del campo. Il 3 maggio, invece, approfittando di un bombardamento del campo ed alla notizia dell'imminente arrivo dei tedeschi, quasi tutti gli ebrei presenti fuggirono dal campo. I tedeschi, arrivati la mattina successiva, furono in grado di catturare e deportare un gruppo di 34 persone, mentre altre 30 si salvarono nascoste da alcune famiglie del luogo.
Passato il pericolo, molti ebrei, di fronte alla difficoltà di reperire vitto e alloggio, rientrarono nel campo. Il 29 maggio 1944 vi giunse un altro gruppo di 60 ebrei provenienti dal campo di internamento di Corropoli (Teramo). Nella notte tra il 7 e l'8 giugno i gappisti della banda "Filipponi", guidati da Dario Rossetti, irruppero nel campo  ordinandone l'immediata e completa evacuazione. Il 14 giugno ebbe inizio il passaggio per il paese delle truppe tedesche in ritirata. Il 16 giugno soldati tedeschi uccisero un profugo ebreo, scovato nascosto in un casolare a poca distanza dal paese; il 19 giugno 1944 Servigliano fu libera.
Dopo la Liberazione, il 22 giugno, il campo fu rioccupato dai maltesi-tripolini che il mese successivo, il 17 luglio 1944, poterono finalmente imbarcarsi a Bari e rientrare a Tripoli.

### Campo profughi (secondo dopoguerra, 1944-55)
Il campo venne trasformato in Centro Raccolta Profughi. Cominciarono ad affluire profughi dall'area giuliano–dalmata, dalle ex-colonie italiane in Africa (Libia ed Etiopia) e dall'Albania, per un totale di circa 50.000 fino al 1955, quando il campo verrà definitivamente chiuso.

## Il campo oggi

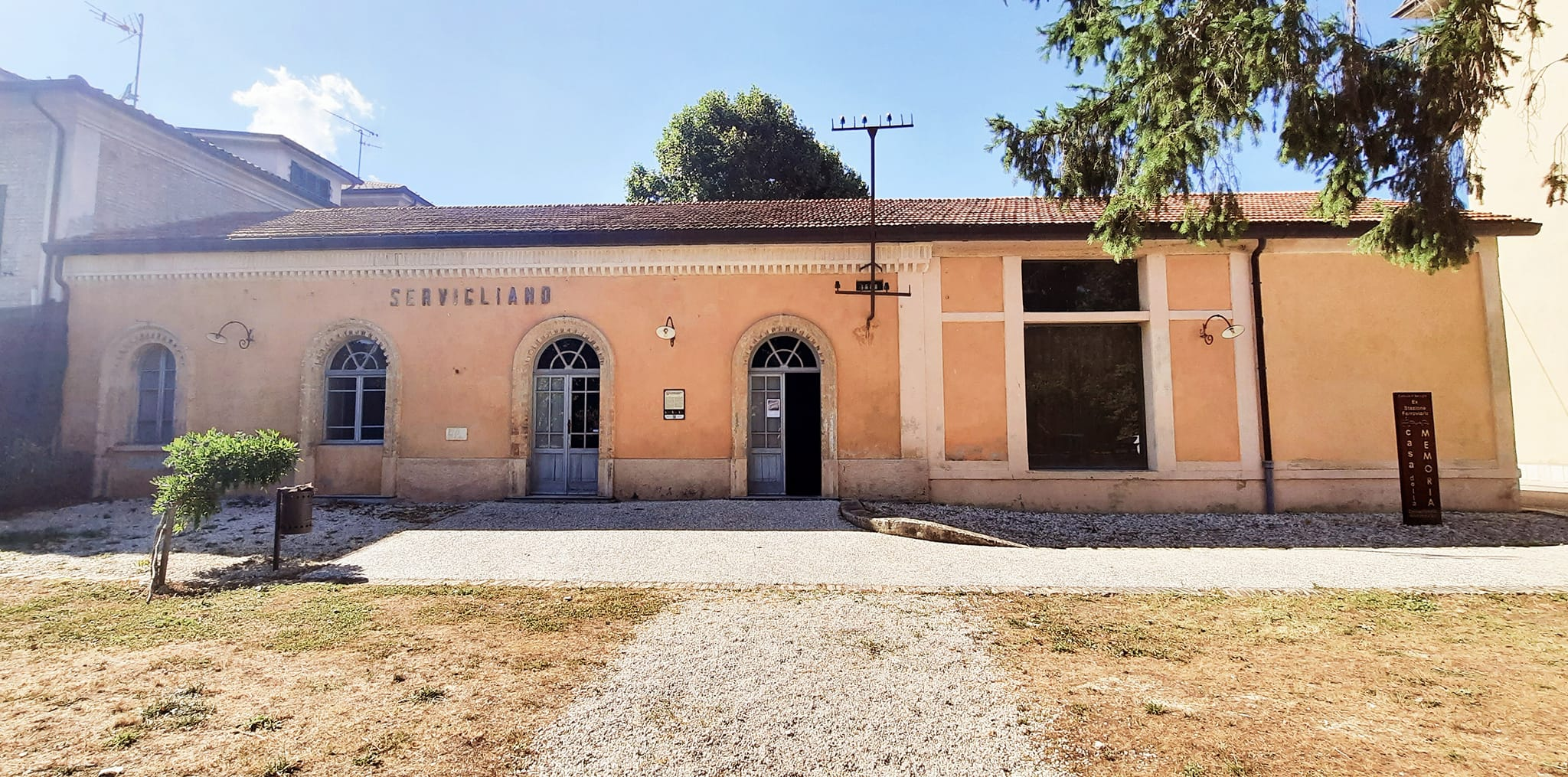
La Casa della Memoria di Servigiliano

Dopo il 1955 il campo rimase in completo abbandono. Negli anni Settanta, le baracche, ormai fatiscenti, vennero abbattute e nell'area il Comune costruì un centro polisportivo. Al di fuori di qualche rudere, del campo non resta oggi praticamente altro che l'imponente muro di cinta perimetrale e qualche casetta di quelle che all'esterno ospitavano le guardie, oggi adattate a civile abitazione. Nel 2001 iniziò il lavoro dell'Associazione Casa della Memoria fondata a Servigliano con l'importante apporto iniziale degli insegnanti Filippo Ieranò e Lina Cinque con l'obiettivo di recuperare la memoria e la storia del campo nelle sue diverse articolazioni. La Casa della Memoria di Servigliano è in contatto con università, enti culturali e istituti storici in Europa e in Italia che lavorano sul tema della ricostruzione della memoria e dell'educazione alla pace. Collabora con Escape Lines Memorial Society (ELMS) e con il Monte San Martino Trust, nel Regno Unito.
La fondazione Monte San Martino Trust è nata nel 1989, ad opera di J. Keith Killby, prigioniero di guerra nel campo, e di altri veterani della seconda guerra mondiale. La fondazione conferisce borse di studio per corsi di lingua inglese ad italiani, dai 18 ad i 25 anni, in segno di riconoscimento per il coraggio ed il sacrificio della gente di campagna italiana che salvò migliaia di prigionieri di guerra alleati in fuga dopo l'armistizio del 1943.
La Casa della Memoria collabora anche con la  Maison d’Izeu, Alta Provenza, in Francia, con diversi istituti storici e Memoriali di campi di sterminio in Germania.
In Italia collabora con l'Associazione Nazionale Partigiani d’Italia, con l'Istituto Parri di Milano, con il Museo della Resistenza di Roma, con l'Istituto Storico del Movimento di Liberazione di Fermo, con l'Istituto Storico del Movimento di Liberazione di Ascoli, con i centri museali dell'ex-campo di Fossoli e di Villa Emma, con il Museo della Memoria di Assisi, con il Comando Esercito Marche di Ancona, con scuole e numerose università delle Marche e di tutta Italia.
Collabora inoltre con l'Associazione Venezia Giulia e Dalmazia e con la Società di Studi Fiumani.
Cura seminari di formazione sulla Shoah, sulla Resistenza, con particolare riferimento alla Resistenza civile, sui temi delle prigionie e delle profuganze del Novecento e ha costituito un archivio storico di documenti e reperti.
Cura e guida ogni anno le visite al campo di docenti e scuole che provengono soprattutto dalla regione Marche, ma anche da tutta Italia.
Organizza con cadenza annuale la manifestazione Freedom Trails, e accoglie i nipoti e i figli dei prigionieri anglo-americani fuggiti dal campo e nascosti e salvati dagli italiani.

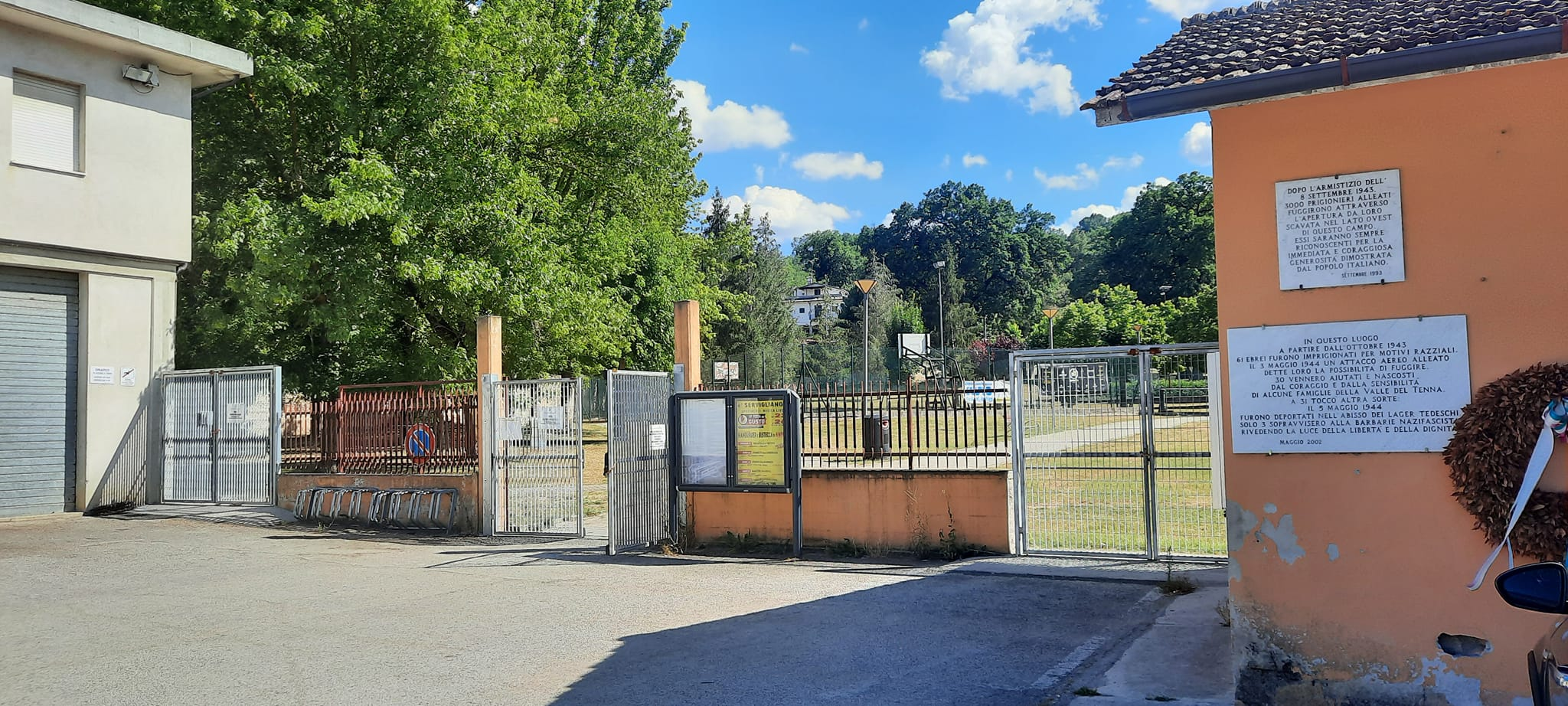
Le lapidi all'ingresso del Parco della Pace

L'Associazione si avvale della ex-stazione ferroviaria, adiacente all'ex-campo di prigionia, come aula didattica.
Sul muro di una casermetta all'ingresso del campo di Servigliano sono state apposte tre lapidi. La prima fu posta dai prigionieri inglesi e americani fuggiti dal campo dopo l'8 settembre 1943, come gesto di gratitudine per l'accoglienza che la popolazione civile della Valle del Tenna riservò loro. La seconda venne posta dell'Associazione Casa della Memoria nel 2003 per ricordare gli ebrei internati e deportati ad Auschwitz. La terza lapide, sempre a cura dell'Associazione Casa della Memoria, è stata posta nel 2005 per ricordare l'esodo giuliano-dalmata e i 50 anni dalla chiusura del Centro Raccolta Profughi. Una quarta targa di marmo è stata posta, in lingua inglese, l'8 settembre 2023, nell'ottantesimo anniversario dell'annuncio dell'"armistizio" dell'8 settembre 1943, dal Monte San Martino Trust e dall'Escape Lines Memorial Society, per ricordare il soccorso ricevuto dalla popolazione italiana dopo la fuga dal campo del 14 settembre 1943.
Il 7 ottobre 2023, nell'ambito di un percorso formativo del Consiglio regionale delle Marche curato dalla Casa della Memoria di Servigliano, nel campo è stata inaugurata la scultura Sion, di Massimo Vitangeli. La data è stata scelta per ricordare l'8 ottobre 1943, giorno dell'arresto a Fermo e internamento nel campo di Servigliano della signora Grete Schattner, la cui storia è stata ricostruita per intero nel libro "Servigliano-Auschwitz.La storia di Grete Schattner" di Paolo Giunta La Spada.
L'Associazione Casa della Memoria di Servigliano è una onlus di volontariato culturale e civile. È dotata di uno statuto, di un'assemblea dei soci e di un Consiglio direttivo con cariche elettive. In ordine di tempo, alla presidenza della Casa della Memoria di Servigliano si sono succeduti Filippo Ieranò, Paolo Giunta La Spada, Emidio Pipponzi e, ad oggi, Giordano Viozzi.
Paolo Giunta La Spada è il Direttore scientifico della Casa della Memoria di Servigliano.